# Zrínyitelep megállóhely
Zrínyitelep megállóhely egy Somogy vármegyei vasúti megállóhely Csurgó és Szenta közigazgatási határán, a MÁV üzemeltetésében.
A névadó (Csurgóhoz tartozó) Zrínyitelep külterületi településrésztől nagyjából 500 méterre délre helyezkedik el, külterületek közt, a város központjától (légvonalban mérve) 4 kilométerre északkeletre, Szentáétól hasonló távolságra északnyugatra. Közúti elérését csak mezőgazdasági utak biztosítják.

## Vasútvonalak
A megállóhelyet az alábbi vasútvonalak érintik:
- Dombóvár–Gyékényes-vasútvonal

## Kapcsolódó állomások
A megállóhelyhez az alábbi állomások vannak a legközelebb:
- Szenta vasútállomás (Dombóvár–Gyékényes-vasútvonal)
- Csurgó vasútállomás (Dombóvár–Gyékényes-vasútvonal)

## Forgalom
| Járat        | Útvonal | Gyakoriság     |
| ------------ | --- | -------------- |
| személyvonat | Dombóvár – Dombóvár alsó – Nagyberki – Kaposszentjakab – Kaposvár – Kaposújlak – Kaposmérő – Kaposfő – Kiskorpád – Jákó-Nagybajom – Kutas – Beleg – Ötvöskónyi – Somogyszob – Bolhás – Szenta – Zrínyitelep – Csurgó – Gyékényes (– napi 3 pár tovább: Zákány – Őrtilos – Murakeresztúr – Nagykanizsa) | Kb. 2 óránként |